# Arawn
Arawn ['araun] ist in der walisischen Mythologie ein Fürst der Anderswelt Annwn und Untergebener sowie Gegner des Hafgan.

## Mythologie
In der Geschichte Pwyll Pendefig Dyfed (Pwyll, Fürst von Dyfed), dem ersten der Vier Zweige des Mabinogi, hetzt dieser mit seinen Jagdhunden einen Hirsch, nur um zu entdecken, dass Arawns Meute mit mehr Erfolg dasselbe Tier gejagt hat. Er vertreibt die fremden Hunde, obwohl sie an ihren roten Ohren als Anderswelt-Tiere zu erkennen sind.  
„Zwischen mir und Gott“, sprach er [Arawn], „deine eigene Tumbheit und Unverschämtheit.“ „Welche Unverschämtheit, mein Herr, sahst du bei mir?“ „Nie sah ich eine größere Unverschämtheit bei einem Mann“, sprach er, „als diese: die Meute, die den Hirsch getötet hat, zu verjagen, und deiner eigenen Meute davon zu fressen zu geben.“
Zur Sühne verlangt Arawn nun, dass Pwyll für ein Jahr und einen Tag mit ihm den Platz tausche. In dieser Zeit will Arawn Pwylls Reich in Pwylls Gestalt verwalten und dieser muss Hafgan, einen Feind Arawns, besiegen, was Arawn trotz einiger Versuche nicht gelungen war. Pwyll schafft dies, da er die einzige Schwäche Hafgans von Arawn erfährt und ausnutzen kann, nämlich ihn mit dem ersten Hieb zu töten. Obwohl Arawn das Aussehen Pwylls so verändert hat, dass er ihm völlig gleicht, schläft er ein Jahr lang nicht mit Arawns Frau. Deswegen schließt Arawn Freundschaft mit ihm, und Pwyll bekommt auch den Titel Pen Annwn („Fürst von Annwn“) verliehen. Das Reich Pwylls hat Arawn in dieser Zeit durch seine weise Regentschaft reich und blühend gemacht. Die Anderswelt-Schweineherde, die Arawn Pwyll schenkt (Schweine waren bis dahin auf der Erde unbekannt), wird später der Grund für den Tod von Pwylls Sohn Pryderi (siehe Math fab Mathonwy, „Math, der Sohn Mathonwys“).
Im Llyfr Taliesin („Das Buch von Taliesin“) aus dem 13. Jahrhundert wird Arawns Streit mit Gwydyon, dem Sohn der Dôn, erwähnt, dessen Ausgang zur Cad Goddeu, der Schlacht der Bäume führte.
Der Ausritt Arawns mit seinen Hunden, den Cŵn Annwn, und der Mallt-y-Nos wird manchmal mit der wilden Jagd verglichen. Der Name Arawn ist eventuell mit dem des keltischen Gottes Iuppiter-Arubianos verwandt.